# Arno
Az Arno (latinul Arnus) folyó Olaszországban, Toszkána régióban.
A folyó a Monte Falterona hegynél ered az Appenninekben 1385 m magasan, majd délnek veszi az irányt. Arezzonál nyugatnak fordul és Firenze, Empoli valamint Pisa érintésével, Marina di Pisa helységnél a Ligur-tengerbe torkollik. Hossza 241 km, Toszkána leghosszabb folyója. Mellékfolyói a Sieve, Bisenzio, Era, Elsa és Pesa. Vízgyűjtő területe 8230 km².
Kiszámíthatatlan árvizeivel tartja rettegésben a lakosokat.

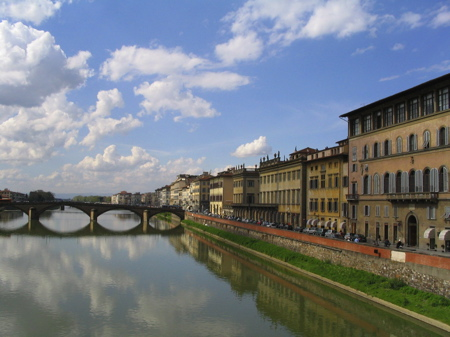
Az Arno Firenzénél